# 9589 Deridder
A 9589 Deridder (ideiglenes jelöléssel 1990 WU5) a Naprendszer kisbolygóövében található aszteroida. Eric Walter Elst fedezte fel 1990. november 21-én.